# Dicasteris
Dicasteris is een geslacht van vlinders van de familie grasmineermotten (Elachistidae).

## Soorten
- D. leucastra Meyrick, 1906